# Porotrichum valdiviae
Porotrichum valdiviae là một loài rêu trong họ Neckeraceae. Loài này được (Müll. Hal.) Mitt. mô tả khoa học đầu tiên năm 1869.